# مارتین ریم
مارتین ریم (استونیایی: Martin Reim؛ زادهٔ ۱۴ مهٔ ۱۹۷۱) یک بازیکن و مربی فوتبال اهل استونی است.
از باشگاه‌هایی که در آن بازی کرده‌است می‌توان به باشگاه فوتبال فلورا تالین اشاره کرد. وی سابقه ۱۵۷ بازی برای تیم ملی فوتبال استونی را در کارنامه دارد.

## آمار بازی ملی
| تیم ملی | سال   | بازی | گل |
| ------- | ----- | ---- | -- |
| استونی  |       |      |    |
| ۱۹۹۲    | ۳     | ۰    |    |
| ۱۹۹۳    | ۱۲    | ۰    |    |
| ۱۹۹۴    | ۹     | ۱    |    |
| ۱۹۹۵    | ۱۰    | ۴    |    |
| ۱۹۹۶    | ۹     | ۱    |    |
| ۱۹۹۷    | ۱۶    | ۱    |    |
| ۱۹۹۸    | ۱۱    | ۱    |    |
| ۱۹۹۹    | ۱۶    | ۳    |    |
| ۲۰۰۰    | ۹     | ۳    |    |
| ۲۰۰۱    | ۱۲    | ۰    |    |
| ۲۰۰۲    | ۹     | ۰    |    |
| ۲۰۰۳    | ۸     | ۰    |    |
| ۲۰۰۴    | ۱۳    | ۰    |    |
| ۲۰۰۵    | ۸     | ۰    |    |
| ۲۰۰۶    | ۳     | ۰    |    |
| ۲۰۰۷    | ۸     | ۰    |    |
| ۲۰۰۹    | ۱     | ۰    |    |
| مجموع   | مجموع | ۱۵۷  | ۱۴ |